# Perisama emma
Perisama emma är en fjärilsart som beskrevs av Charles Oberthür 1916. Perisama emma ingår i släktet Perisama och familjen praktfjärilar. Inga underarter finns listade i Catalogue of Life.